# Здоровый Ключ
Здоровый Ключ — деревня в Высокогорском районе Татарстана. Входит в состав Ямашурминского сельского поселения.

## География
Находится в северо-западной части Татарстана на расстоянии приблизительно 21 км на восток-юго-восток по прямой от районного центра поселка Высокая Гора.

## История
Основана в 1930-х годах.

## Население
Постоянных жителей было: в 1938—204, в 1949—188, в 1958—144, в 1970 — 68, в 1989 — 16, 12 в 2002 году (русские 92 %), 6 в 2010.